# 2005 au théâtre
| Années du théâtre : 2002 - 2003 - 2004 - 2005 - 2006 - 2007 - 2008    |
| Décennies du théâtre : 1970 - 1980 - 1990 - 2000 - 2010 - 2020 - 2030 |

Cet article présente les faits marquants de l'année 2005 au théâtre.

## Événements
- 8 juillet : ouverture du 59e Festival d'Avignon. Un grand évènement du théâtre ces dernières années, ouvrant, à la suite de la programmation proposée, un débat entre lesdits « anciens » (ceux qui prônent un retour au théâtre) et « modernes » (ceux pour qui le théâtre peut regrouper un certain nombre d'autres arts tels que la peinture, la danse...). Ce conflit est connu sous le nom de « Cas Avignon 2005 » et nombre de livres ont été écrits sur ce sujet.
- Première édition du festival Premières.

## Pièces de théâtre représentées
- Janvier : Les Félins m'aiment bien d'Olivia Rosenthal.
- 8 février : Doux Oiseau de jeunesse de Tennessee Williams, mise en scène Philippe Adrien, Théâtre de la Madeleine.
- 6 septembre : Lysistrata d'après Aristophane, mise en scène Rafael Bianciotto, Théâtre 13.
- 8 septembre : Love Letters d'Albert Ramsdell Gurney, mise en scène Sandrine Dumas, Théâtre de la Madeleine.
- 23 septembre : Si c'était à refaire de Laurent Ruquier, Théâtre des Variétés .
- 4 octobre : La Chèvre, ou Qui est Sylvia ? d'Edward Albee, mise en scène Frédéric Bélier-Garcia, Théâtre de la Madeleine.
- 6 octobre : Stationnement alterné de Ray Cooney, Théâtre de la Michodière.
- 1er décembre : Landru de Laurent Ruquier, mise en scène Jean-Luc Tardieu, Théâtre Marigny.
- 20 décembre : Samuel dans l'île de Jean-Claude Deret, Théâtre du Funambule Paris.

## Festival d'Avignon

### Cour d'honneur duPalais des Papes
- 8 juillet : L'Histoire des larmes de Jan Fabre
- 15 juillet : Je suis sang de Jan Fabre
- 20 juillet : Frère&Sœur de Mathilde Monnier

## Récompenses
- 9 mai : 19e Nuit des Molières (Molières 2005)

## Décès
- 28 janvier : Jacques Villeret (°1951)
- 30 janvier : Christopher Fry (°1907)
- 8 février : Henri Poirier (°1932)
- 10 février : Arthur Miller (°1915)
- 15 février : Marc Eyraud (°1924)
- 23 février : Simone Simon (°1911)
- 26 février : Pierre Trabaud (°1922)
- 10 mars : Jacqueline Pierreux (°1923)
- 2 avril : Jean-Jacques Varoujean (°1927)
- 3 avril : Blanchette Brunoy (°1915)
- 9 avril : Jacques Ferrière (°1932)
- 26 avril : Maria Schell (°1926)
- 2 mai : Renée Faure (°1918)
- 28 mai : Jean Négroni (°1920)
- 2 juin : Mike Marshall (°1944)
- 11 juin : Évelyne Ker (°1936)
- 15 juin : Suzanne Flon (°1918)
- 8 juillet : Maurice Baquet (°1911)
- 8 août : Paul Le Person (°1931)
- 22 août : Henri Génès (°1919)
- 28 août : Jacques Dufilho (°1914)
- 27 septembre : Roger Tréville (°1902)
- 24 octobre : Françoise Vatel (°1937)
- 26 octobre : Jany Holt (°1909)
- 13 novembre : José-André Lacour (°1919)
- 17 décembre : Sol (°1929)
- 26 décembre : Guy Delorme (°1929)